# Ben Pridmore
Ben Pridmore est un anglais né à Derby en Angleterre en 1976. C’est un champion du monde de la mémoire (en).  

## Records
Ben Pridmore est triple champion du monde de mémoire (en 2004, 2008 et 2009), discipline qui existe depuis 1991, composée de dix épreuves où les concurrents doivent mémoriser le plus vite possible des numéros, des cartes, des mots, des images. 
Il est capable de mémoriser l’ordre des cartes et des couleurs d’un jeu de 52 cartes en 24.68 secondes. Ce record a été battu par Simon Reinhard en 2010.
Il a également remporté le championnat américain de la mémoire en 2007-2011, en 2013 et en 2014 ainsi que le championnat de mémoire du Pays de Galles en 2009-2012 et en 2014,.
Outre la mémoire, Ben Pridmore est célèbre pour ses aptitudes mentales de calculs. Il a pris part au championnat du monde de calcul mental (en) en 2004, 2006 et 2010.
Il a également remporté plusieurs médailles lors des Olympiades d'esprit sportif (en) et a remporté en 2001 le décamentathlon des jeux de mémoires.
Il est l'auteur du livre Comment être génial avec votre mémoire, paru en 2011.
Il possède un QI de 159, le classant dans la classe des génies. Il a également participé dans le clip musical Scale it Back de DJ Shadow.

## Méthode
Ben Pridmore a créé son propre système de mémoire, le système Ben.
Il détourne les cartes et les chiffres en images d’objets, de personnes et de lieu qui font référence à son ancienne école, la Queen Elizabeth's Grammar School, célèbre lycée d'Horncastle en Angleterre. Avec ces différentes images il crée une histoire qu'il mémorise pour retenir l'ordre des cartes.
Selon lui, cette discipline nécessite principalement de la concentration et de l'entrainement.